# Ost-Victorbur
Ost-Victorbur ist ein Straßendorf in Ostfriesland. Politisch gehört es zu Victorbur, einem Ortsteil der Gemeinde Südbrookmerland.

## Lage
Das Dorf grenzt im Westen an West-Victorbur, im Norden an Münkeboe, im Süden an Moordorf (alle Gemeinde Südbrookmerland) und im Osten an Georgsfeld (Stadt Aurich).

## Geschichte
Der Ort ist im Gegensatz zu Victorbur noch recht jung. Das Ortsgebiet war bis in das späte 18. Jahrhundert ein wildes Heidegebiet, das zwischen den alten Dörfern Walle und Victorbur lag. Dieses wurde von den Bauern der beiden Dörfer zur Torfgewinnung genutzt. Nach dem Erlass des Urbarmachungsediktes durch König Friedrich II., der 1744 die Macht in Ostfriesland angetreten hatte, begann 1767 in der Südbrookmer Vogtei die Besiedlung von Ost-Victorbur. Die preußische Verwaltung teilte die wüsten unbebauten Heidefelder und Moore  auf und vergab diese anschließend zwecks Kultivierung an Siedlungswillige. Die beiden ersten Siedler stammten aus dem älteren Teil Victorburs. Später zogen Landgebräucher (alte Bezeichnung für einen Landwirt), Warfsleute (Besitzer eines Hausgrundstücks mit Garten und etwas Land) und Arbeiter hinzu. Einen größeren Entwicklungsschub erhielt das Dorf durch den Bau des Ringkanals, der von 1882 bis 1887 angelegt wurde und für eine bessere Entwässerung der Moorgebiete sorgte. Bis 1896 besuchten die Kinder die Schule im benachbarten West-Victorbur, anschließend wurde im Dorf eine einklassige Schule eingerichtet. Lange Zeit war Ost-Victorbur nur über Sand- oder Wasserwege erreichbar. Erst 1928 wurde die Dorfstraße gepflastert. Weitere Infrastrukturmaßnahmen waren der Anschluss an das Stromnetz (1954) und an das Wassernetz (1959). Die Schule wurde im Jahr 2002 geschlossen.

## Entwicklung des Ortsnamens
Victorbur ist ein altes Straßendorf, das sich an der heutigen Westvictorburer Straße bis zur tom-Brok-Straße entwickelte. Ursprünglich bezeichnete Ost-Victorbur den östlichen Teil dieser Siedlung. Als im späten 18. Jahrhundert die Besiedelung des Gebietes östlich der tom-Brok-Straße begann, wurde der Name Ost-Victorbur auf die neue Siedlung übertragen, während das alte Ost-Victorbur zu einem Teil von West-Victorbur wurde. Erstmals taucht die Bezeichnung 1773 in den Kirchenbüchern auf.